# Apogonalia robusta
Apogonalia robusta är en insektsart som beskrevs av Walker 1851. Apogonalia robusta ingår i släktet Apogonalia och familjen dvärgstritar. Inga underarter finns listade i Catalogue of Life.